# والتر دایر
والتر دایر (انگلیسی: Walter Payer؛ زادهٔ ۶ مهٔ ۱۹۸۷) بازیکن فوتبال اهل آرژانتین است.